# 馬希雅·安吉爾
馬希雅·安吉爾（英語：Marcia Angell，1939年4月20日—）是一位美国医师和作家，1999年至2000年间担任《新英格兰医学杂志》總編輯。